# Dirk Opperman
Dirk (Diederik) Johannes Opperman (Dundee, 29 september 1914 - Stellenbosch, 22 september 1985) was een Zuid-Afrikaans dichter die in het Afrikaans publiceerde.
Opperman was leraar in Pietermaritzburg en Johannesburg en later professor aan de Universiteit van Stellenbosch (1960–1985). Hij publiceerde onder meer in de tijdschriften Huisgenoot en Standpunte en won meerdere literaire prijzen, waaronder de Hertzogprys voor zijn bundel Heilige beeste.

## Het vroege leven en oorsprong
Diederik Johannes Opperman werd op 29 september 1914 geboren op de familieboerderij Geduld nr. 2 in de buurt van Dannhauser in het distrik Dundee van Natal.
Hij is de oudste van acht kinderen, vijf zonen en drie dochters (van wie er één vroeg stierf), van Diederik Johannes Opperman en Heila Susanna Magdalena Botha. Zijn broers waren Hermanus Lambertus (Maans) Louis Petrus, Christiaan Christoffel (Chris) en Jacobus Abraham (Koos) en zijn zussen waren Elizabeth Margaretha (Liz), Louisa Petronella en Violetta Susanna (Vi).   
Zijn vader slaagde maar voor standaard zes, maar was een skrander man die door gebrek aan opleiding nooit zijn volledige potentieel heeft gerealiseerd. Hij was aanvankelijk boer op de familieboerderij en later van beroep spoorwegarbeider en verzekeringsagent, maar was geïnteresseerd in oosterse wysbegeerte en spiritisme en schilderde in zijn vrije tijd.
Het gezin verhuist vaak vanwege de carrièreveranderingen van de vader. Dirk bracht de eerste jaren van zijn leven door op de boerderij van zijn grootvader Stedham, vlak bij het missiestation Glückstad in de wijk Vryheid in Natal. Vanwege de strijd om de kost te verdienen als boer, verhuisde het gezin in 1917 naar Ladysmith, waar zijn vaders broer Chris al werkte als spoorwegbeambte en zijn vader ook bij hem op dit kantoor kwam. In 1918 verhuisden ze naar zijn moeders familieplaats Memel in de Vrijstaat, waar de vader als smid werkte. Vanaf 1921 woonden ze op New Formosa, een kleine spoorweghalte in de buurt van Estcourt in Natal, waar zijn vader stationchef is. Aanvankelijk ging Dirk naar school in het Engels in Estcourt, en in 1922 verhuisde het gezin naar Hart's Hill bij Colenso, waar hij ook zijn opleiding in het Engels voortzette. In 1923 verhuisden ze naar Colenso zelf, waar zijn vader nog steeds in dienst is bij de spoorwegen.
Al als jong kind komt Dirk in aanraking met de taal en cultuur van de Zoeloes en Indianen en leert hij hun manier van leven en wereld van dichtbij kennen. Op elfjarige leeftijd werd hij ernstig ziek met maagkoorts en draai by die dood om. Hij brengt enkele maanden door in het rooms-katholieke ziekenhuis in Pietermaritzburg. Door een hartkwaal werd zijn vader in 1926 gedwongen zijn baan bij de spoorwegen op te zeggen en het huis in Colenso te verkopen. Het gezin verhuist vervolgens naar Estcourt, waar zijn vader als verzekeringsagent gaat werken en Dirk zijn standaard zes voltooit.
In 1929 verhuisden ze naar Frere, waar zijn vader zijn verzekeringsbedrijf voortzette. Door de depressie omstandigheden ziet Dirk zich genoodzaakt zijn opleiding te onderbreken en boer met zijn broer Maans op een kleine boerderij in de stad met koeien, kippen en groenten. Eind 1930 verhuisde het gezin naar Vryheid in Natal, waar zijn vader op commissiebasis werkte als agent voor de African Homes Trust. Vanaf 1931 ging Dirk vervolgens als ryper leerling naar het dubbel medium Hoërskool Vryheid waar PC Schoonees de opdrachtgever is en krijgt hij voor het eerst gedeeltelijke instructie in het Afrikaans. Schoonees wordt zijn leraar Afrikaans, die het inzicht van zijn leerlingen in de literatuur verdiept en bij hen zo'n liefde voor hen aankweekt.
Dirk begon al gedichten in het Engels te schrijven bij Colenso, maar bij Vryheid begon hij serieuzer poëzie te schrijven en schreef hij verschillende gedichten in het Afrikaans. Koos Boonstra doceert wetenscap op Vryheid. Boonstra heeft een uitgesproken darwinistische overtuiging, een sceptische en kritische houding tegenover de kerk en een opstandige houding tegenover de overheid. Deze eigenschappen oefenen grote invloed uit op de ontwikkeling van Dirks rationele denken en hij raakte geïnteresseerd in het deterministische denken van de evolutietheorie. Omdat de familie Opperman het altijd al schaars had, hielp Boonstra hem later financieel bij zijn studie voor zijn master. Eind 1934 slaagde hij het toelatingsexamen van de Universiteit van Zuid-Afrika en behaalde het beste resultaat bij het examen Hogere Taalvereniging, dat hem een studielening opleverde waarmee hij zijn studie kon voortzetten.

## Werken
- Heilige beeste (1943)
- Negester oor Ninevé (1947)
- Engel uit die klip (1948)
- Blom en baaierd (1948)
- Joernaal van Jorik (1949)
- Komas uitin bamboesstok (1949)
- Groot verseboke (1951)
- Periandros van Korinthe (1956)
- Drie-Eeue Stigting (1956)
- Voëlvry (1968)